# 林投日軍上陸紀念碑
林投日軍上陸紀念碑，位於台灣澎湖縣湖西鄉林投村，為紀念乙未戰爭日軍登陸的花崗岩紀念碑，設置於1936年（昭和11年），2000年（民國89年）1月28日登錄為澎湖縣縣定古蹟。

## 歷史
1895年（光绪二十一年），歸因乙未戰爭使日軍登陸澎湖，3月23日由伊东祐亨率領艦隊掩護「混成枝隊」步兵及海軍陸戰隊日軍，從澎湖島東側裡正角海岸上陸，隨即向太武山推進，為了減輕損傷，決定派海軍陸戰隊由林投登陸夾擊清軍。1936年（昭和11年）11月21日，馬公要港部於湖西庄林投舉行海岸海軍聯合陸戰隊上陸紀念碑的揭幕式，1941年（昭和16年）6月14日，臺灣總督府將其以「海軍聯合陸戰隊林投上陸地」的名義公告為臺灣史蹟名勝天然紀念物史蹟。
中華民國國軍把紀念碑上有關日軍登陸澎湖的文字磨滅或削改，碑體及其相關設施仍有所保留，並將「林投日軍上陸紀念碑」改為「抗戰勝利紀念碑」。2000年（民國89年），澎湖縣政府將紀念碑公告為縣定古蹟之後，在整修工程將地板及臺階上的硬鋪面或貼石片處理，其他的部分大致都還保留著早期的樣貌。

## 碑身設計
林投日軍上陸紀念碑碑高十餘公尺，設計為八角形式。結構由花崗岩建造，周圍則使用貓公石築成圍牆，園區面積約434平方公尺。

## 相關書目
- 《澎湖廳報》1936年（昭和11年）11月17日
- 《續修澎湖縣志卷十三》2005年 澎湖縣政府
- 《走過歲月：澎湖縣古蹟導覽手冊》：林投——日軍上陸紀念碑 總編輯：呂正黨

## 外部連結
- 林投日軍上陸紀念碑 - 澎湖知識服務平台 （页面存档备份，存于）
- 林投日軍上陸紀念碑-數位典藏與學習聯合目錄 （页面存档备份，存于）